# História de Iowa
Os nativos americanos nos Estados Unidos residiram no que hoje é Iowa por milhares de anos. A história escrita de Iowa começa com os relatos proto-históricos dos nativos americanos por exploradores como Marquette e Joliet na década de 1680. Até o início do século XIX Iowa foi ocupada exclusivamente por nativos americanos e alguns comerciantes europeus, com controle político frouxo pela França e Espanha.
Iowa tornou-se parte dos Estados Unidos da América após a compra da Louisiana em 1803, mas o controle incontestado dos Estados Unidos sobre o que hoje é Iowa ocorreu apenas após a Guerra de 1812 e depois que uma série de tratados eliminou as reivindicações indianas sobre o estado. Começando na década de 1830, os assentamentos euro-americanos apareceram no Território de Iowa, o estado dos Estados Unidos foi adquirido em 1846 e, em 1860, quase todo o estado foi colonizado e cultivado por euro-americanos. A agricultura de fronteira de subsistência foi substituída pela agricultura de commodities após a construção de redes ferroviárias nas décadas de 1850 e 1860. Iowa contribuiu com um número desproporcional de rapazes para lutar na Guerra Civil Americana. Depois disso, eles voltaram para ajudar a transformar Iowa em uma potência agrícola, fornecendo alimentos para o resto da nação.
A industrialização da agricultura e o surgimento de mercados de matérias primas centralizados no final dos séculos XIX e XX levaram a uma mudança para fazendas maiores e ao declínio da pequena agricultura familiar; isso foi exacerbado durante a Grande Depressão. A produção industrial tornou-se uma parte maior da economia durante a Segunda Guerra Mundial e o boom econômico do pós-guerra. Nas décadas de 1970 e 1980, uma série de choques econômicos, incluindo a crise do petróleo, a crise agrícola dos anos 1980 e a recessão do início dos anos 1980, levou ao colapso dos preços das matérias primas, ao declínio da população rural e do estado e à fuga rural. A economia de Iowa se recuperou na década de 1990, emergindo como uma economia mista moderna dominada pela indústria, comércio e finanças, na qual a agricultura é um componente comparativamente pequeno.

## Pré-história em Iowa

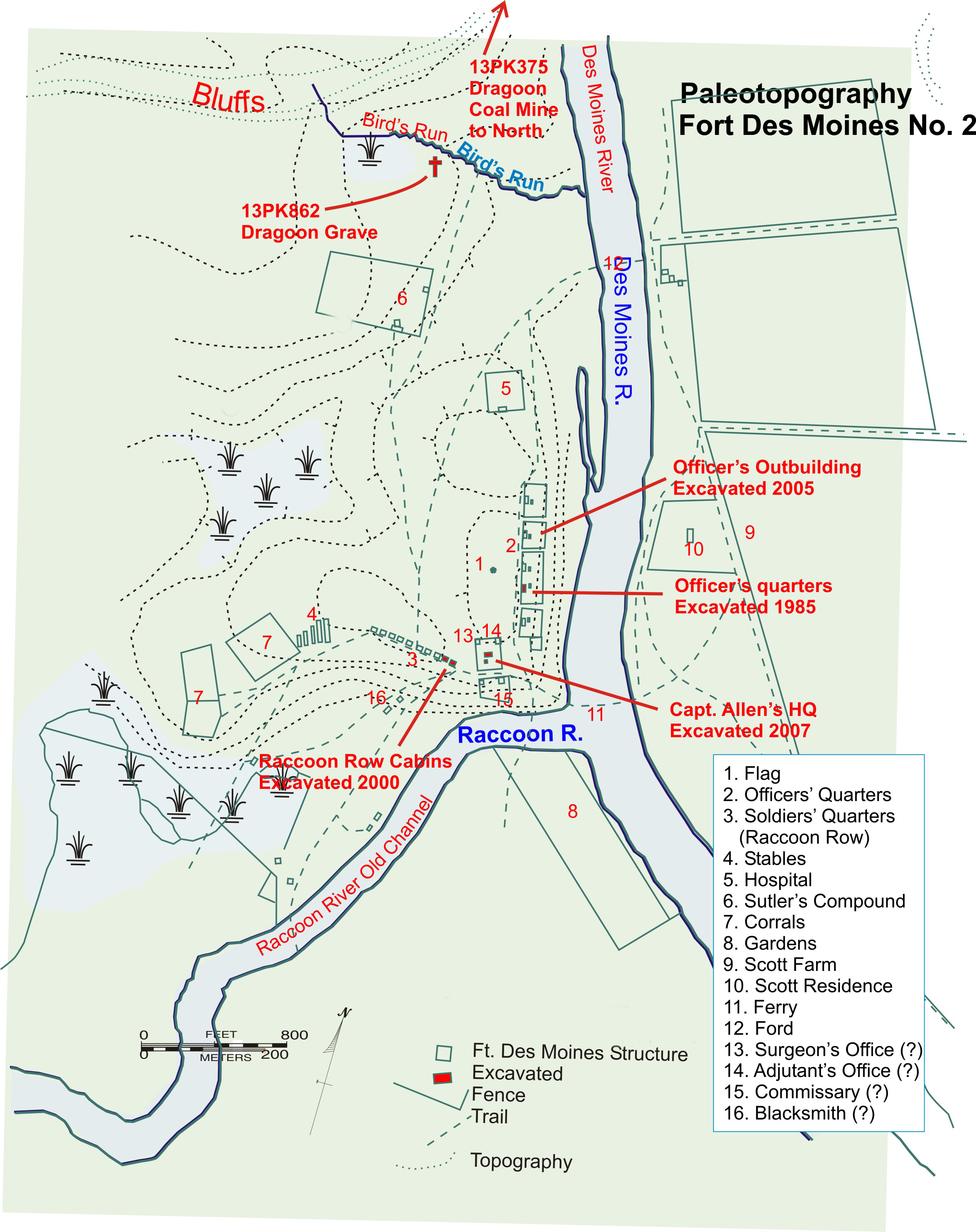
Mapa de sítios indianos pré-históricos e históricos no centro de Des Moines

Quando os índios americanos chegaram pela primeira vez (onde hoje é Iowa), há milhares de anos, eles caçavam e se reuniam em uma paisagem glacial do Pleistoceno. Na época em que os exploradores europeus visitaram Iowa, os índios americanos eram em grande parte agricultores assentados com sistemas econômicos, sociais e políticos complexos. Essa transformação aconteceu gradualmente. Durante o período arcaico (mais de 2.800 anos atrás), os índios americanos se adaptaram aos ambientes e ecossistemas locais, tornando-se lentamente mais sedentários à medida que as populações aumentaram. Mais de 3.000 anos atrás, durante o período arcaico tardio, os índios americanos em Iowa começaram a utilizar plantas domesticadas. O período subsequente de Woodland viu um aumento na dependência da agricultura e da complexidade social, com aumento do uso de montes, cerâmica e subsistência especializada. Durante o período pré-histórico tardio (começando por volta de 900 d.C.), o aumento do uso de milho e as mudanças sociais levaram ao florescimento social e assentamentos nucleados. A chegada de mercadorias e doenças comerciais europeias no período proto-histórico levou a mudanças dramáticas na população e a uma convulsão econômica e social, com a chegada de novas tribos e dos primeiros exploradores e comerciantes europeus.

## Nativos americanos históricos primitivos

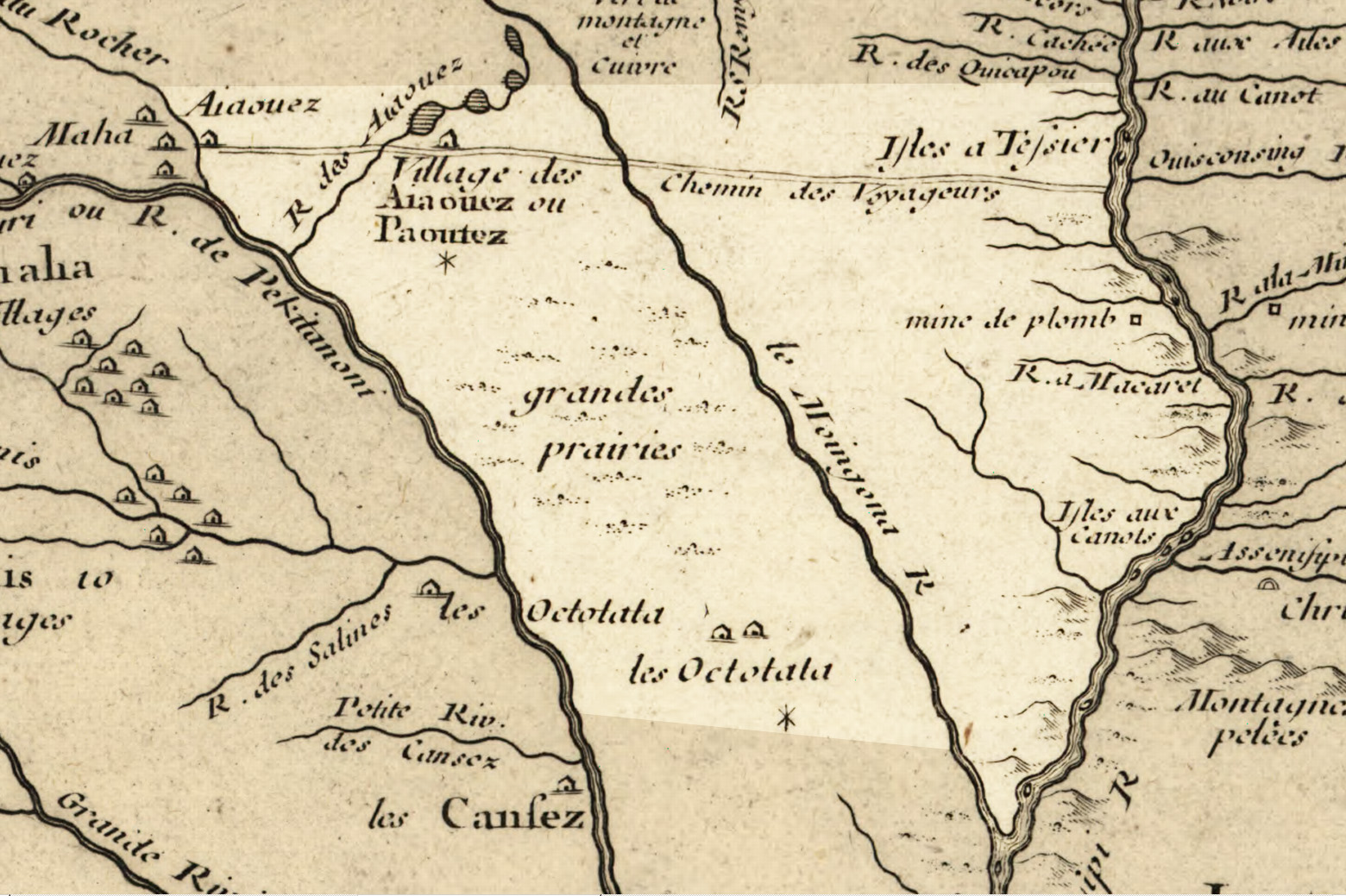
1718 Mapa de Guillaume Delisle, mostrando as localizações de Ioway (Aiouez au Pauotez), Omaha (Maha), Otoe (Octotata), Kaw (Cansez) e a principal trilha do voyageur (Chemin des voyageurs).

Em 1804, havia vários grupos de nativos americanos em Iowa: o Sauk (Sac) e o Meskwaki (Fox) na extremidade oriental de Iowa ao longo do Mississippi; o Ioway ao longo da margem do rio Des Moines; o Oto, Missouri e Omaha ao longo do rio Missouri, e os Sioux nas partes norte e oeste do estado. Além disso, registos anteriores indicam a presença do Illinois em Iowa, embora já estivessem quase desaparecidos na época das observações de 1804. O número total desses grupos em Iowa em 1804 é estimado em menos de 15.000. Embora esses grupos geralmente viessem inicialmente em busca de comida, alguns deles (por exemplo, Illinois, Sauk, Meskwaki) imigraram como resultado da guerra com outras tribos ou com os franceses. O início e meados do século XIX viu o movimento de grupos adicionais de nativos americanos para Iowa, como os Potawatomi e Winnebago, seguido pela emigração de Iowa de quase todos os nativos americanos.
O primeiro europeu ou americano a fazer contato com os nativos americanos em Iowa é geralmente considerado os franceses Louis Joliet e Pere Jacques Marquette, embora o contato anterior seja possível. Eles partiram para descobrir o rio Mississippi e contataram Illinois no lado leste de Iowa em 1673. Eles também foram informados na época da presença dos Sioux ao longo do Missouri. Após a partida de Joliet e Marquette da aldeia de Illinois, eles foram acompanhados até a margem do rio por quase 600 Illinois, que mostraram "todas as manifestações de alegria possíveis", tendo tratado bem os primeiros europeus e lhes oferecido paz. Explorações adicionais pelos primeiros caçadores, comerciantes, exploradores e missionários franceses, britânicos e americanos nos informa sobre a natureza da presença dos índios americanos em Iowa, desde o contato inicial em 1673 até o início da colonização pelos Estados Unidos.

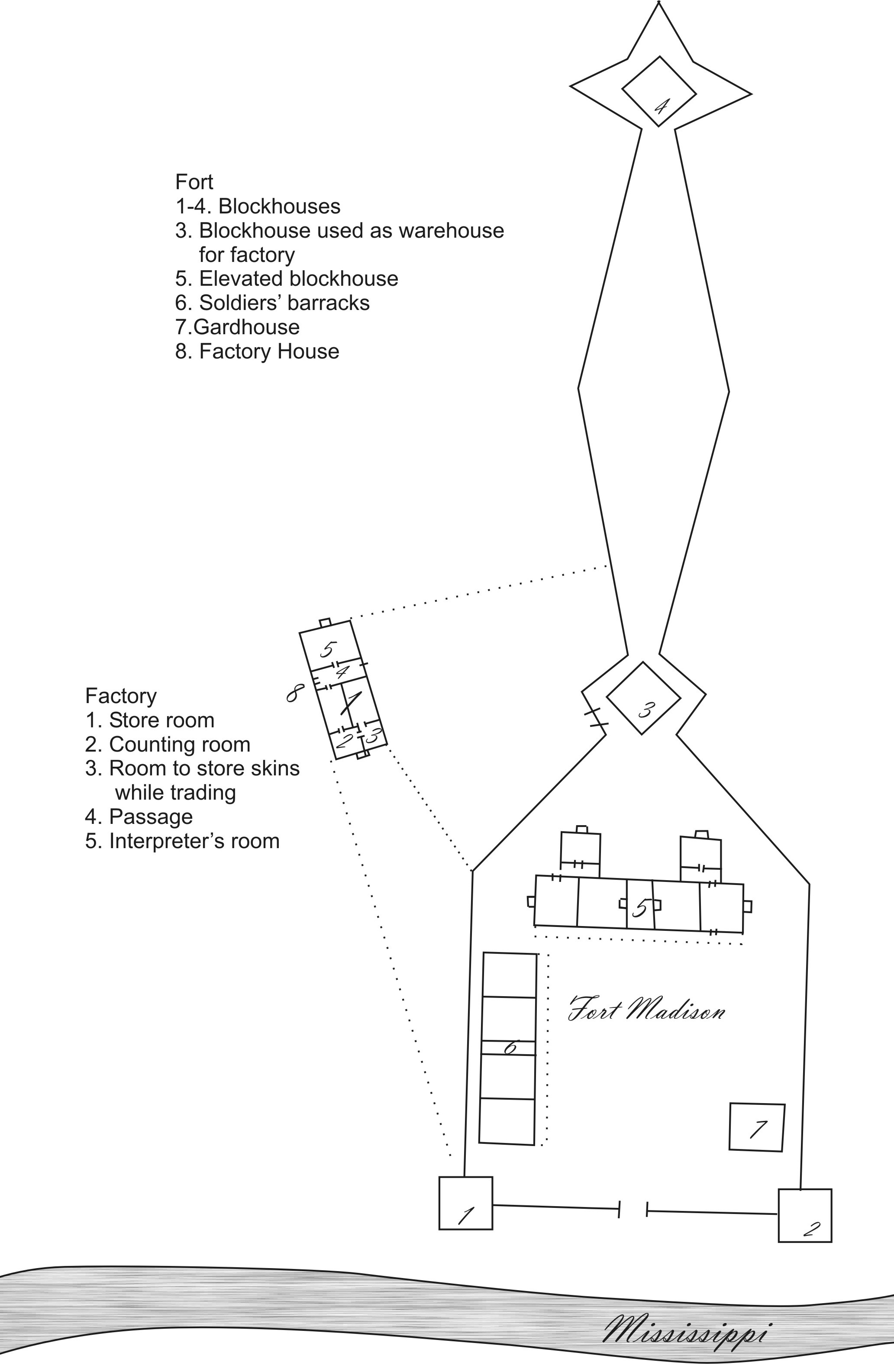
Fort Madison (1808-1813), cenário da única batalha militar de Iowa.

Os Sauk e Meskwaki constituíam as tribos maiores e mais poderosas do Vale do Alto Mississippi. Eles já haviam se mudado da região de Michigan para Wisconsin e, na década de 1730, eles se mudaram para o oeste de Illinois. Lá eles estabeleceram suas aldeias ao longo dos rios Rock e Mississippi. Eles viviam em suas aldeias principais apenas por alguns meses por ano. Em outras ocasiões, eles viajavam por todo o oeste de Illinois e o leste de Iowa, caçando, pescando e recolhendo alimentos e materiais para fazer artigos domésticos. Toda primavera, as duas tribos viajavam para o norte em Minnesota, onde exploravam bordos e faziam xarope. O Fort Madison foi construído em 1808 para controlar o comércio ao longo do Mississippi e para evitar a reocupação da área pelos britânicos; Fort Madison foi derrotado em 1813 pelos índios aliados britânicos durante a Guerra de 1812 e foi o local da única verdadeira batalha militar de Iowa. O líder Sauk, Black Hawk, lutou pela primeira vez contra os EUA em Fort Madison.

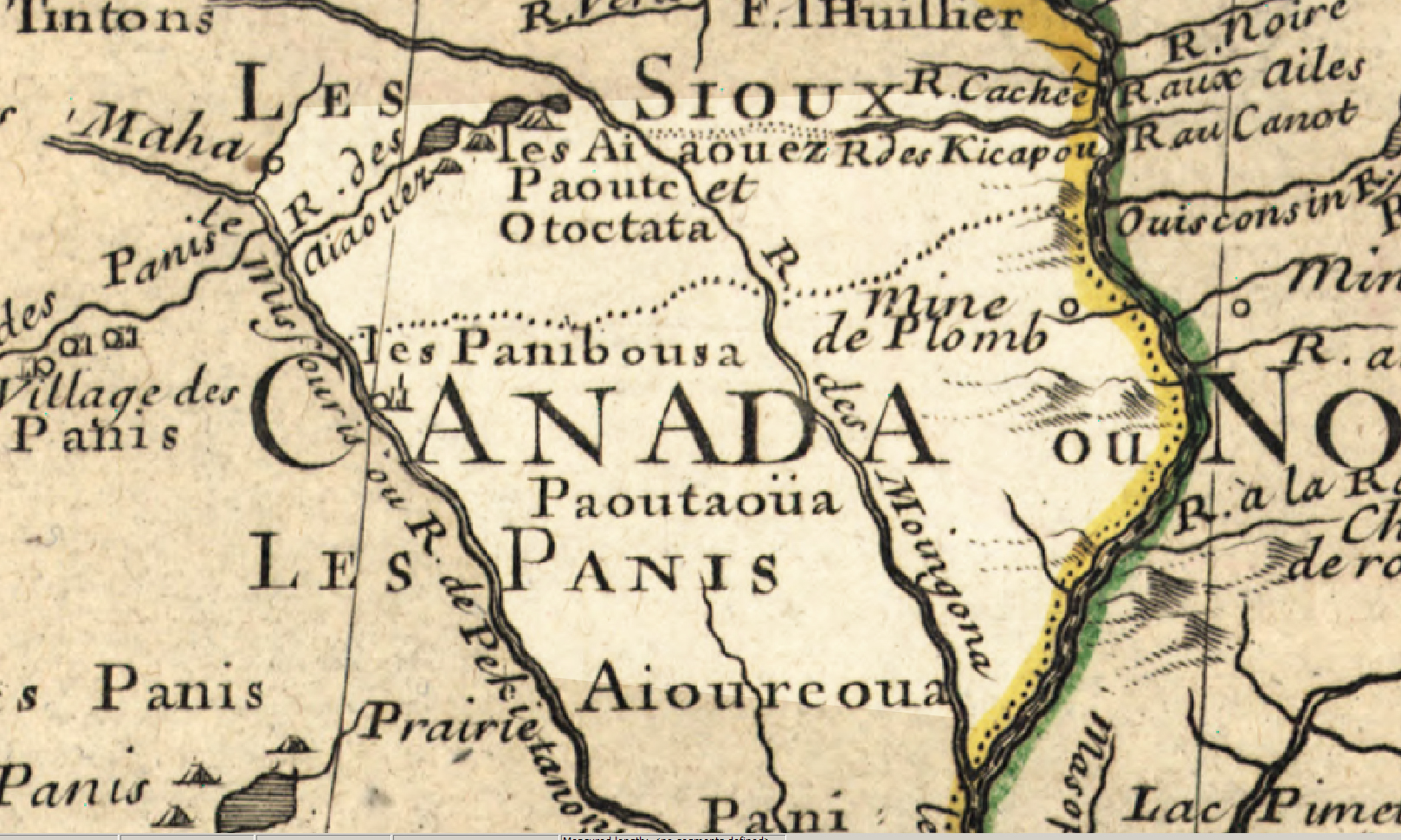
Iowa, 1798, mostrando várias tribos, incluindo Pawnee (Panis / Panibousa), Ioway (Aiaouez / Aioureoua e Paoute / Paoutaoua), Dakota (Sioux) e Omhaha (Maha); estado aproximado destacado.

Em 1829, o governo federal informou às duas tribos que deveriam deixar seus vilarejos no oeste de Illinois e atravessar o rio Mississippi para a região de Iowa. O governo federal reivindicou a posse da terra Illinois como resultado de Quashquame Tratado de 1804. A mudança foi feita, mas não sem violência. Black Hawk, um líder Sauk altamente respeitado, protestou contra a mudança e em 1832 voltou para reclamar a vila de Saukenuk em Illinois. Nos três meses seguintes, a milícia de Illinois perseguiu Black Hawk e seu bando de aproximadamente quatrocentos índios ao norte ao longo do lado leste do rio Mississippi. Os índios se renderam no rio Bad Axe, em Wisconsin, e seu número diminuiu para cerca de duzentos. Este encontro é conhecido como Guerra do Falcão Negro. Como punição por sua resistência, o governo federal exigiu que Sauk e Meskwaki renunciassem a algumas de suas terras no leste de Iowa. Esta terra, conhecida como Compra Black Hawk, constituía uma faixa de 80 quilômetros de largura ao longo do rio Mississippi, estendendo-se da fronteira do Missouri até aproximadamente os condados de Fayette e Clayton no nordeste de Iowa. Houve cessões adicionais pelos Sauk e Meskwaki em 1837 (a "Segunda Compra Black Hawk") e 1842 (a "Nova Compra"), de modo que em 1845 quase todos haviam deixado Iowa. Da mesma forma, outros grupos de índios americanos desistiram de suas terras em Iowa por meio de tratados com os Estados Unidos. Western Iowa foi cedido por um grupo de tribos, incluindo Missouri, Omaha e Oto em 1830. O Ioway cedeu a última de suas terras em Iowa em 1838. O Winnebago e o Potawatomi, que pouco tempo antes haviam sido removidos para Iowa, foram novamente removidos e deixaram Iowa em 1848 e 1846, respectivamente. O último grupo restante, os Sioux, cedeu suas últimas terras em Iowa por meio de um tratado de 1851 com os Estados Unidos, que eles concluíram em 1852.
Hoje, Iowa ainda é o lar de um grupo de índios americanos, o Meskwaki, que reside no assentamento Meskwaki no condado de Tama. Depois que a maioria dos membros Sauk e Meskwaki foram removidos do estado, alguns membros da tribo Meskwaki, junto com alguns Sauk, voltaram para caçar e pescar no leste de Iowa. Os índios então abordaram o governador James Grimes com o pedido de que eles pudessem comprar de volta algumas de suas terras originais. Eles coletaram $ 735 pela primeira compra de terras e, eventualmente, compraram de volta cerca de 3.200 acres (13 km²). Depois de comprar algumas de suas terras de volta, a legislatura de Iowa lutou para que a tribo Meskwaki recebesse um pagamento anual do governo federal. Isso levou dez anos para ser resolvido.

## Os primeiros colonos euro-americanos de Iowa

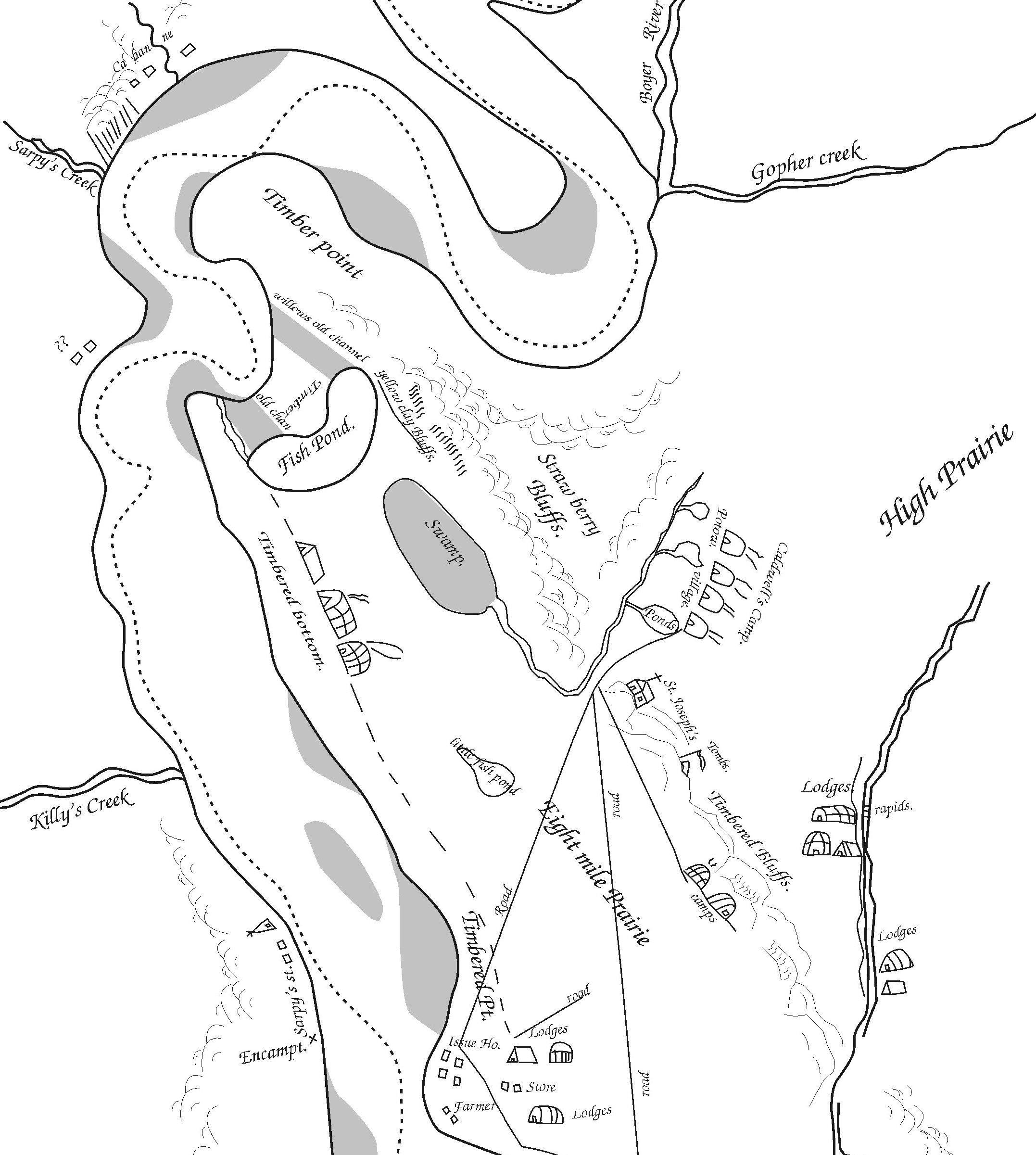
Mapa de Pierre-Jean De Smet de Council Bluffs, área de Iowa (1839), mostrando aldeias indígenas americanas e os primeiros assentamentos americanos.

A compra de Black Hawk abriu as terras de Iowa para colonos pela primeira vez, e o assentamento "oficial" começou em 1 de junho de 1833. Na época da abertura dessas terras, provavelmente havia apenas 40-50 americanos então se estabelecendo em Iowa. Muitos dos que se estabeleceram antes de 1º de junho de 1833 estavam nas aldeias nativas americanas de Ahwipetuk (agora Nashville) e Puckeshetuk (agora Keokuk). Muitos dos colonos anteriores a 1833 eram caçadores e comerciantes, embora alguns tenham vindo para a minha.
Os primeiros desses colonos euro-americanos foram franceses, já que a terra estava originalmente sob jurisdição francesa. Eles vinham para negociar peles, pregar, descobrir minas e explorar, e geralmente eram transitórios. Alguns, porém, conseguiram concessões de terras e se estabeleceram na área quando Iowa estava sob jurisdição espanhola. O primeiro colono parece ter sido Julien Dubuque, um homem franco-canadense que chegou às minas de chumbo perto da atual Dubuque em 1787. Ele obteve permissão para minerar a terra do Meskwaki, que generosamente declarou que poderia trabalhar nas minas "pelo tempo que quisesse". As concessões espanholas iniciais adicionais incluem uma concessão de terras perto de Montrose para Louis Honore em 1799, e de terras perto de McGregor para Basil Giard em 1796.
Como afirmado anteriormente, o assentamento euro-americano em Iowa era geralmente esparso antes de as terras serem abertas em 1833. A maioria dos imigrantes que chegaram logo depois dessa época eram de outros estados, especialmente Illinois, Indiana, Ohio, Missouri, Kentucky e Tennessee e, em menor grau, Nova York, Pensilvânia, Virgínia e as Carolinas. A grande maioria dos recém-chegados veio em unidades familiares. A maioria das famílias residia em pelo menos um estado adicional entre o momento em que deixaram seu estado de nascimento e o momento em que chegaram a Iowa. Às vezes, as famílias se mudaram três ou quatro vezes antes de chegarem a Iowa. Ao mesmo tempo, nem todos os colonos permaneceram aqui; muitos logo se mudaram para Dakota ou outras áreas nas Grandes Planícies.

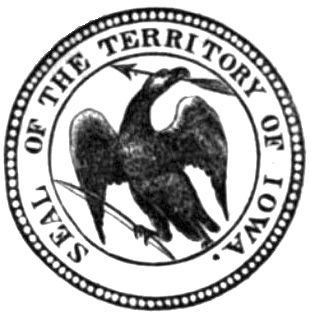
Selo Territorial de Iowa

Na maior parte do leste e do centro de Iowa, os colonos conseguiram encontrar madeira suficiente para a construção de cabanas de toras, mas foi necessário encontrar materiais substitutos para combustível e cercas. Como combustível, eles recorreram ao feno seco da pradaria, espigas de milho e excrementos secos de animais. No sul de Iowa, os primeiros colonizadores encontraram afloramentos de carvão ao longo de rios e riachos. Pessoas que se mudaram para o noroeste de Iowa, uma área também desprovida de árvores, construíram casas de grama. Alguns dos primeiros moradores das casas de grama escreveram em termos entusiasmados sobre seus novos aposentos, insistindo que os "soddies" não eram apenas baratos para construir, mas eram quentes no inverno e frios no verão. Eles não elogiaram os insetos, os cheiros ou a sempre presente sujeira, humidade e escuridão.
Os colonos fizeram experiências infinitas com materiais de vedação substitutos. Alguns residentes construíram cercas de pedra; algumas cristas de terra construídas; outros cavaram valas. O material de vedação de maior sucesso foi a sebe de laranja osage até a década de 1870, quando a invenção do arame farpado forneceu aos agricultores um material de vedação satisfatório.
Quando os colonos chegaram a Iowa, eles estabeleceram comunidades naturalmente. Significativos destes foram Burlington, Dubuque, Davenport, Keokuk, Fort Madison e Muscatine. Em 1836, quando o primeiro censo foi feito em Iowa, havia 10.531 habitantes. Essa rápida imigração foi apenas um sinal do que estava por vir.

## Transporte: febre ferroviária

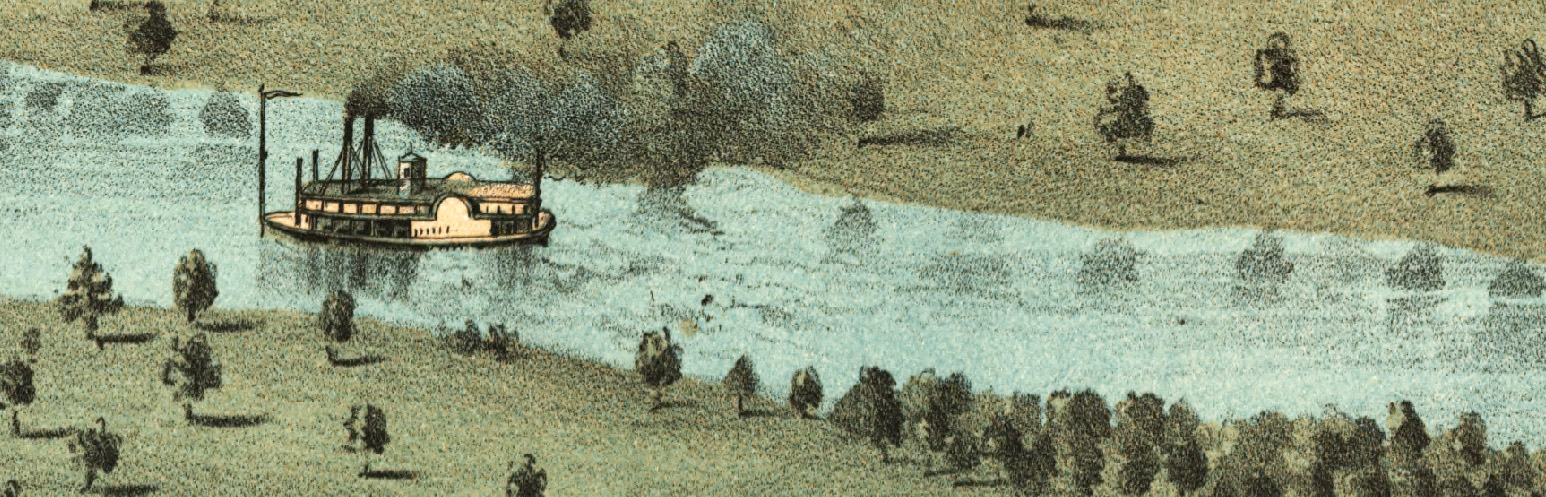
Barco a vapor em Iowa City, 1868

À medida que milhares de colonos chegavam a Iowa em meados do século XIX, todos compartilhavam uma preocupação comum com o desenvolvimento de meios de transporte adequados. Os primeiros colonos enviaram seus produtos agrícolas pelo rio Mississippi para Nova Orleans, Louisiana. Os barcos a vapor eram amplamente usados no Mississippi e nos principais rios na década de 1850. Na década de 1850, os habitantes de Iowa pegaram a febre das ferrovias do país. Em 1860, Chicago, Illinois, era servida por quase uma dúzia de linhas e se tornou o centro regional. Os habitantes de Iowa, como outros habitantes do meio-oeste, estavam ansiosos para começar a construir uma ferrovia em seu estado.
No início da década de 1850, as autoridades municipais nas comunidades ribeirinhas de Dubuque, Clinton, Davenport e Burlington começaram a organizar empresas ferroviárias locais. As autoridades municipais sabiam que as ferrovias construídas a oeste de Chicago logo alcançariam o rio Mississippi, em frente às quatro cidades de Iowa. Com a década de 1850, o planeamento da ferrovia ocorreu, o que resultou no desenvolvimento da Illinois Central, da Chicago and North Western Railway, chegando a Council Bluffs em 1867. Council Bluffs foi designada como o terminal oriental da Union Pacific, a ferrovia que eventualmente se estenderia pela metade ocidental da nação e junto com o Pacífico Central, forneceria a Primeira Estrada de Ferro Transcontinental do país. Pouco tempo depois, uma quinta ferrovia, a Chicago, Milwaukee, St. Paul e Pacific Railroad, também completou sua linha em todo o estado. O tráfego de barcos a vapor continuou nos rios principais.
A conclusão de cinco ferrovias em Iowa trouxe grandes mudanças econômicas. De importância primordial, os habitantes de Iowa podiam viajar todos os meses do ano. Durante o final do século XIX e início do século XX, mesmo as pequenas cidades de Iowa tinham seis trens de passageiros por dia. As ferrovias forneciam transporte durante todo o ano para os fazendeiros de Iowa. Com a preeminência de Chicago como centro ferroviário, o milho, o trigo, a carne bovina e a carne de porco produzidos pelos fazendeiros de Iowa podiam ser enviados por meio de Chicago para mercados nos Estados Unidos e em todo o mundo.
As ferrovias tornaram a indústria possível. Antes de 1870, Iowa continha algumas firmas manufatureiras em cidades ribeirinhas. A maioria das novas indústrias baseava-se no processamento de alimentos ou maquinário agrícola. Em Cedar Rapids, John e Robert Stuart, junto com seu primo, George Douglas, iniciaram uma fábrica de processamento de aveia. Com o tempo, essa empresa passou a se chamar Quaker Oats. Os frigoríficos também surgiram na década de 1870 em diferentes partes do estado: Sinclair Meat Packing foi inaugurado em Cedar Rapids, Booge and Company começou em Sioux City e John Morrell & Company estabeleceu operações em Ottumwa.
As ferrovias também criaram uma demanda significativa por carvão. As minas de carvão foram rapidamente abertas e expandidas onde quer que as novas ferrovias passassem por áreas com exposição a carvão. A Chicago and North Western Railway encorajou o desenvolvimento de minas em Boone e Moingona. A ferrovia Chicago, Milwaukee e St. Paul encorajou um desenvolvimento semelhante em Mystic, Iowa e nos campos de carvão vizinhos. Onde as ferrovias não tinham acesso direto a carvão suficiente, longos ramais foram construídos nos campos de carvão. O Burlington, Cedar Rapids e Northern Railway construíram um ramal de 66 milhas para What Cheer em 1879, e o Chicago and North Western construíram um ramal de 64 milhas para suas minas em Muchakinock em 1884. Em 1899, as minas de carvão de Iowa empregavam 11.029 homens para produzir quase 5 milhões de toneladas de carvão por ano. Em 1919, Iowa tinha cerca de 240 minas de carvão que produziam mais de 8 milhões de toneladas de carvão por ano e empregavam cerca de 15.000 homens.

## Guerra civil Americana
Iowa se tornou um estado em 28 de dezembro de 1846 (o 29º estado), e o estado continuou a atrair muitos colonos, tanto nativos quanto estrangeiros. Apenas o extremo noroeste do estado permaneceu como área de fronteira.
Iowa apoiou a União durante a Guerra Civil Americana, votando fortemente em Lincoln e nos Republicanos, embora houvesse um forte movimento antiguerra " Copperhead " entre colonos de origem sulista e entre católicos. Não houve batalhas no estado, mas Iowa enviou grandes suprimentos de alimentos para os exércitos e as cidades do leste. Mais de 75.000 homens de Iowa serviram, muitos em unidades de combate vinculadas aos exércitos ocidentais. 13.001 morreram de feridas ou (dois terços) de doença. Oito mil e quinhentos homens de Iowa ficaram feridos. O calado não foi usado em Iowa durante a Guerra Civil porque Iowa tinha doze mil homens a mais do que a cota.

## Arena política do final do século XIX ao início do século XX
A era da Guerra Civil trouxe mudanças consideráveis para Iowa e talvez uma das mudanças mais visíveis veio na arena política. Durante a década de 1840, a maioria dos habitantes de Iowa votou nos democratas, embora o estado também contivesse alguns whigs. Durante a década de 1850, no entanto, o Partido Democrata do estado desenvolveu sérios problemas internos, além de não ter conseguido fazer com que o Partido Democrata nacional respondesse às suas necessidades. Iowans logo se voltou para o emergente Partido Republicano. O novo partido se opôs à escravidão e promoveu a propriedade de terras, bancos e ferrovias. A carreira política de James Grimes ilustra essa mudança. Em 1854, Iowans elegeu governador Grimes na chapa Whig. Dois anos depois, Iowans elegeu o governador de Grimes na chapa republicana. Grimes mais tarde serviria como senador republicano dos Estados Unidos por Iowa. Os republicanos assumiram a política estadual na década de 1850 e rapidamente instigaram várias mudanças. Eles mudaram a capital do estado de Iowa City para Des Moines, estabeleceram a Universidade de Iowa e escreveram uma nova constituição estadual. Durante a Guerra Civil, muitos democratas apoiaram o movimento antiguerra Copperhead.
Do final da década de 1850 até meados do século XX, os habitantes de Iowa permaneceram em grande parte republicanos. Apenas uma vez, em 1889, os democratas elegeram um governador, Horace Boies, que foi reeleito em 1891. O segredo deles foi ganhar maior apoio dos alemães "molhados" (antiproibição). Historicamente, os democratas eram mais fortes nas áreas alemãs, especialmente ao longo do rio Mississippi. Assim, a cidade católica alemã de Dubuque continua a ser um reduto democrata. Enquanto isso, os ianques e escandinavos (e quakers) eram esmagadoramente republicanos.
Vários republicanos assumiram posições de liderança em Washington, principalmente os senadores William Boyd Allison, Jonathan P. Dolliver e Albert Baird Cummins, bem como o presidente da Câmara, David Henderson.
As mulheres colocam o sufrágio feminino na agenda de Iowa, particularmente na União de Temperança Feminina Cristã. Em consonância com o clima de reforma geral do final dos anos 1860 e 1870, a questão foi considerada seriamente pela primeira vez quando ambas as casas da Assembleia Geral aprovaram uma emenda pelo sufrágio feminino em 1870. Dois anos depois, no entanto, quando o legislativo teve de considerar a emenda novamente antes que ela pudesse ser submetida ao eleitorado geral, o interesse havia diminuído, a oposição havia se desenvolvido e a emenda foi derrotada. Finalmente, em 1920, Iowa conseguiu o sufrágio feminino com o resto do país.

## Iowa: casa para imigrantes

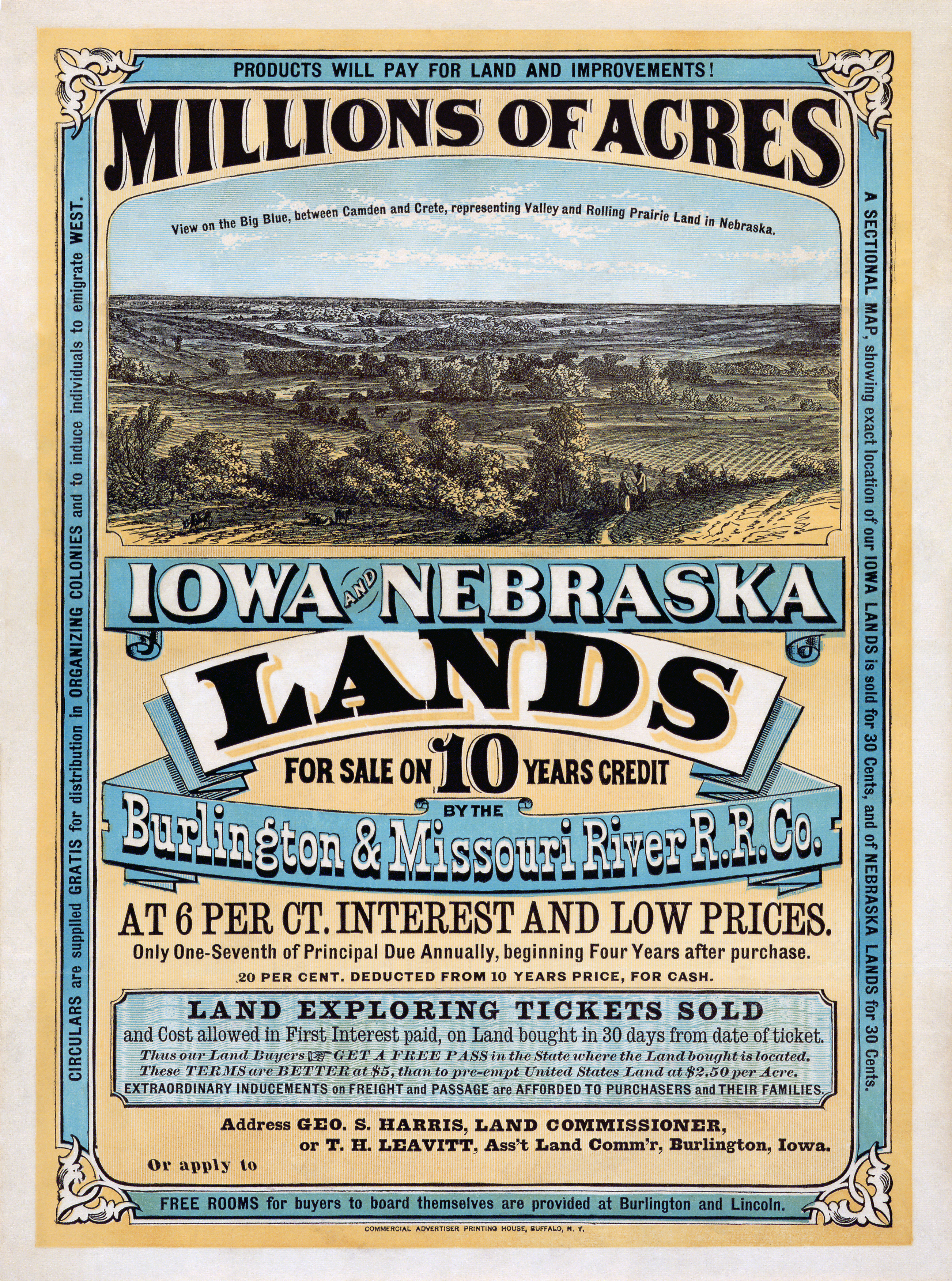
Assentamento de Iowa: uma oferta de terra da Burlington and Missouri River Railroad, 1872

À medida que a cessão das terras dos nativos americanos em Iowa continuava, o assentamento pelos Estados Unidos avançou mais para o oeste. Em 1838, havia 22.859 pessoas em Iowa e 42.112 em 1840. Uma ocasião interessante que ilustra o impulso para o oeste ocorreu em 30 de abril de 1843. Grande parte das terras no centro de Iowa foram cedidas pelos nativos americanos aos Estados Unidos de acordo com a "Nova Compra" em 1842. À medida que se aproximava a data em que o assentamento seria permitido, os colonos se aglomeraram na fronteira com essas novas terras. Em 30 de abril de 1843, um canhão soou à meia-noite, após o qual os colonos invadiram as novas terras e ocuparam muitas áreas ao nascer do sol. A maioria dos colonos que vieram para essas terras de "Nova Compra" eram de Illinois, Ohio, Indiana, Kentucky e Missouri e, em menor grau, de Wisconsin, Virgínia e Pensilvânia. Notável durante a década de 1840 foi a chegada dos noruegueses em 1840, suecos em 1845 e dos holandeses em 1847.
Em 1850, havia 192.214 pessoas morando em Iowa. Quase 90% da população nessa época era da América, com Ohio, Indiana e Pensilvânia contribuindo com a maioria dos colonos. Embora a imigração de outras partes do mundo ainda não tivesse atingido seu ritmo máximo, ainda assim existiam 20.969 imigrantes estrangeiros em 1850. O maior grupo eram os alemães com mais de 7.000, seguidos pelos irlandeses com 4.885, Inglaterra com 3.785, Canadá com 1.756, Holanda com 1.108, 712 da Escócia, 361 da Noruega, 231 da Suécia e 19 da Dinamarca. Os tchecos também formavam um grande grupo de assentamentos. Os padrões de assentamento até este ponto geralmente ocorriam nas partes sul e leste do estado, geralmente perto dos rios. A imigração durante esse tempo foi afetada por muitas coisas, notavelmente: a conclusão das ferrovias para o Mississippi, a publicidade das terras de Iowa por empresas de ferrovias e navios a vapor, a publicação de guias e artigos favoráveis, seca no Vale do Ohio e uma epidemia de cólera outros estados. Um bom exemplo de guia é Sketches of Iowa: Or, The Emigrant's Guide John B. Newhall, escrito em 1841 para futuros emigrantes britânicos. Exemplos adicionais incluem Iowa de Nathan Parker como é em 1855: a Gazetteer for Citizens, and a Handbook for Immigrants e Iowa de John Taylor : o "Great Hunting Ground" of the Indian; e a "Bela Terra" do Homem Branco: Informações para Imigrantes. Outros fatores que afetavam a imigração eram frequentemente opressão religiosa e política na terra natal do imigrante, bem como problemas econômicos na terra natal.
Enquanto o nativismo era forte em outros estados, Iowa queria imigrantes e resistia ao Partido do Saber-Nada.
Os utópicos chegaram a Iowa na década de 1850 para iniciar as colônias comunistas de Icaria, Amana e New Buda, onde a propriedade era comum. Icaria foi uma colônia francesa estabelecida perto de Corning, Iowa, em 1858. O objetivo dos colonos icários era viver de acordo com as ideias de Etienne Cabet como uma comunidade puramente socialista. Amana foi uma colônia religiosa formada por pietistas alemães em 1855 que praticavam o comunismo até 1932. Em seguida, tornou-se um centro de manufatura moderna, especialmente de eletrodomésticos. Nova Buda foi uma colônia proposta por um grupo de revolucionários húngaros derrotados que chegaram a Iowa em 1850, mas nunca foi construída.
A imigração para Iowa continuou a acelerar ao longo do restante do século XIX, com pico em 1890. A imigração de pessoas nascidas no estrangeiro não foi exceção. Em 1860, 106.081 das 674.913 pessoas que viviam em Iowa eram nascidas no estrangeiro. A maioria era alemã ou irlandesa, embora houvesse muitos do resto do Reino Unido, bem como da Noruega e da Suécia. Os afro-americanos também começaram a imigrar para Iowa em números mais significativos durante a década de 1860, passando de 1.069 habitantes em 1860 para 5.762 em 1870.
A década de 1870 viu 204.692 imigrantes nascidos no exterior em Iowa, com 261.650 e 324.069 em 1880 e 1890, respectivamente. A competição entre os estados por imigrantes estava aumentando durante esse tempo, levando Iowa a tomar certas medidas para atrair imigrantes. O Conselho de Imigração do Estado de Iowa foi criado em 1870 e começou a imprimir materiais promocionais. Um livreto notável era intitulado Iowa: The Home of Immigrants. A publicação deu descrições físicas, sociais, educacionais e políticas de Iowa. A legislatura instruiu que o livreto fosse publicado em inglês, alemão, holandês, sueco e dinamarquês.
A maré de imigração estrangeira recuou, de modo que muitos grupos pararam de vir no início do século XX. Alguns, porém, estavam apenas começando a imigrar. A imigração do sul e do leste europeu, especialmente da Itália e da Croácia, começou em quantidades não insignificantes no final do século XIX e no início do século XX, quando eles começaram a trabalhar nas minas de carvão de Iowan. O início do século XX também viu o início de uma constante imigração do México, e em meados da década de 1970 viu a imigração do sudeste da Ásia (especialmente a Represa Tai, vietnamita e Lao) enquanto refugiados da Guerra do Vietname procuravam lugar tranquilo para morar.

### Informações adicionais sobre certos grupos de imigrantes

#### holandês
Os holandeses foram para Iowa em 1847, sob a liderança do reverendo Hendrik (Henry) Pieter Scholte. Existem vários motivos para sua imigração. Muitos não gostaram da nova liderança dos Países Baixos, William I. As condições econômicas eram pobres em sua terra natal, agravada por uma quebra de safra de batata Houve também um desejo de obter a liberdade religiosa, depois de ter sido maltratados por causa da religião em seu país de origem. É provavelmente a última motivação que os levou a nomear sua primeira colônia de Iowan, Pella, em referência a um local de refúgio religioso. Uma vez inicialmente estabelecido, cartas dos primeiros imigrantes holandeses foram publicadas e circularam na Holanda, aumentando a imigração subsequente. Um bom exemplo disso é uma peça de 1848 do próprio Scholte, Eene Stem uit Pelle (A Voice from Pella). A imigração holandesa adicional continuou para Pella, e nos anos seguintes uma colônia filha foi fundada em Orange City.

#### escandinavo
A imigração escandinava para Iowa consiste principalmente de noruegueses e suecos, embora também tenha havido um pequeno movimento de imigração dinamarquesa. Os noruegueses geralmente iam para as partes do norte do estado, os dinamarqueses para o sul e os suecos no meio. A imigração de escandinavos para Iowa começou em números significativos na década de 1850 e se acelerou na década de 1890. Especificamente, havia 611 no estado em 1850, 7.814 em 1860, 31.177 em 1870, 46.046 em 1880 e 72.873 em 1890. As causas centrais para sua imigração incluíram o seguinte: Problemas econômicos na pátria (quebra de safra, baixos salários, desemprego), insatisfação com a igreja e o estado, cartas de imigrantes anteriores e material promocional dos estados.
A colonização sueca em Iowa começou com a Nova Suécia em 1845 e Burlington em 1846. Isso foi seguido na década de 1860 pelo assentamento nas partes centrais do estado. A primeira colônia, a Nova Suécia, foi liderada por Pehr Cassel. Eles pretendiam ir para um dos primeiros assentamentos suecos nos Estados Unidos em Pine Lake, Wisconsin, mas foram convencidos por Pehr Dahlberg em Nova York a viajar para Iowa.
A imigração norueguesa para Iowa começou em 1840 com o estabelecimento em Sugar Creek no sudeste de Iowa, e continuou com a imigração para o norte de Iowa no final da década de 1840. A colônia Sugar Creek no Condado de Lee foi o resultado de uma colônia fracassada no Missouri e tem suas origens na segunda colônia norueguesa nos Estados Unidos, a de Fox River no Condado de La Salle, Illinois. Os assentamentos do norte de Iowa se estendiam dos condados de Allamakee e Clayton ao condado de Winnebago, e vieram em grande parte dos assentamentos do condado de Rock, Wisconsin, condado de Dane, Wisconsin e condado de Boone, Illinois. Do final da década de 1850 até a década de 1880, os noruegueses foram para as partes ocidentais do estado. No início da década de 1890, a imigração norueguesa para Iowa havia diminuído.

#### Checo
A maioria dos Checos em Iowa se estabeleceu em Cedar Rapids. Durante a década de 1850, a população checa de Iowa tornou-se substancial; quando a cidade foi reincorporada em 1856, um quarto de seus cerca de 1.600 habitantes eram imigrantes checos. A disponibilidade de terras baratas no novo estado de Iowa coincidiu com as revoluções de 1848 no Império Austríaco, que fizeram com que um grande número de checos fugissem de sua terra natal e emigrassem para os EUA. Hoje, a vila checa de Cedar Rapids e a República Checa Nacional e o Museu e Biblioteca Eslovaca celebram a herança checa da região.

#### Latino
O primeiro grupo latino a imigrar para Iowa foram os mexicanos, que podem ser rastreados em pequenos números até o censo de 1850. A imigração mexicana significativa, no entanto, não começou até o início do século XX. Em 1900, havia 29 mexicanos em Iowa, seguidos por 509 em 1910 e 2.560 em 1920. Seguiram-se porto-riquenhos, cubanos e outros da América Central e do Sul, embora uma maioria significativa da população latina de Iowa fosse e continue sendo mexicana.
O forte aumento da imigração mexicana no início do século XX tem várias causas, principalmente econômicas. O consumo de açúcar estava crescendo nacionalmente, e os avanços tecnológicos na indústria da beterraba sacarina permitiram que as fazendas do Meio-Oeste se expandissem na tentativa de atender a essa necessidade. À medida que se expandiam, a necessidade de mão de obra aumentava. O cultivo da beterraba requer uma quantidade significativa de trabalho manual difícil, e as restrições de imigração dos europeus durante o tempo limitaram sua disponibilidade para trabalhar nos Estados Unidos. Além disso, a mão de obra mexicana era desejada por causa de sua forte ética de trabalho e aceitação de salários mais baixos. Consequentemente, os mexicanos foram recrutados pela American Beet Sugar Company (American Crystal Sugar Company) do México e dos estados do sudoeste para trabalhar na parte centro-norte do estado, especialmente em torno de Mason City. Por muitas das mesmas razões pelas quais os mexicanos foram recrutados para trabalhar na indústria de beterraba sacarina, eles também foram recrutados para trabalhar nas ferrovias em Iowa. Muitos dos mexicanos recrutados para trabalhar nas ferrovias estabeleceram comunidades em Fort Madison, Council Bluffs, Des Moines e Davenport. Além disso, uma revolução significativa no México em 1910 levou mais mexicanos a emigrar e, por fim, a chegar a Iowa.
A imigração mexicana diminuiu durante a grande depressão à medida que a economia enfraqueceu, e permaneceu relativamente baixa mesmo na segunda metade do século XX. O final da década de 1980 e os períodos subsequentes trouxeram um ressurgimento da imigração mexicana, à medida que a demanda por mão de obra na indústria de processamento de alimentos aumentou.

#### Afro-americano
Embora os afro-americanos tenham começado a imigrar para Iowa em números mais significativos durante a década de 1860 após obter a liberdade, alguns dos primeiros imigrantes teriam sido trazidos como escravos por colonos dos estados do sul após a compra de Black Hawk, apesar do fato de que a escravidão nunca existiu oficialmente em Iowa. A ausência de escravidão legalmente sancionada em Iowa não significava que o estado estivesse livre de discriminação. Uma Lei de 1838 impediu o assentamento de afro-americanos em Iowa, a menos que ele ou ela pudesse apresentar um "certificado justo" de "liberdade real" sob o selo de um juiz e dar uma fiança de $ 500. Embora isso sem dúvida tenha retardado a imigração afro-americana, alguns imigrantes chegaram na década de 1840; a maioria trabalhava nas minas de Dubuque ou nas cidades ribeirinhas. Frequentemente, eles vieram para se livrar da escravidão. A terceira assembleia geral aprovou um ato em 1851 semelhante ao do ato de 1839, mas parece que raramente foi executado e foi finalmente considerado inconstitucional em 1863.
O assentamento inicial afro-americano em Iowa após a Guerra Civil foi em comunidades agrícolas perto da fronteira sul, bem como ao longo de cidades ribeirinhas no Mississippi e, em menor extensão, no Missouri. O condado de Polk também era destino de imigrantes. Os que estavam ao longo do rio costumavam trabalhar em barcos, embora muitos trabalhassem nas ferrovias e nas minas de chumbo de Dubuque.
Com o tempo, os afro-americanos migraram de comunidades agrícolas para áreas urbanas e das cidades ribeirinhas para as minas de carvão do sul de Iowa. Essa mudança urbana começou por volta de 1870, enquanto a mudança na mineração de carvão começou em 1880. A mudança na mineração de carvão começou quando os afro-americanos foram trazidos dos estados do sul para as minas de carvão do sul de Iowa como fura-greves, após o que permaneceram empregados lá. Essa imigração foi aumentada pelas más condições econômicas nos estados do sul, resultantes da discriminação, enchentes e quebras de safra induzidas por pragas e arranjos econômicos pós-reconstrução desfavorecidos, como a parceria. A relativamente significativa imigração afro-americana para os campos de carvão do sul de Iowa levou a assentamentos em grande parte afro-americanos, como Buxton.
A Primeira Guerra Mundial trouxe mais imigrantes afro-americanos para Iowa, já que Fort Des Moines havia sido designado como "o único campo nos Estados Unidos para o treinamento de oficiais [afro-americanos]", seguido por Camp Dodge, perto de Des Moines. Muitos vieram treinar a serviço do país, onde alguns permaneceram e trouxeram familiares e amigos dos estados do sul. Esse padrão se repetiu na Segunda Guerra Mundial, quando Fort Des Moines novamente treinou muitos afro-americanos.

## Iowa 1917-1945
Em 1917, os Estados Unidos entraram na Primeira Guerra Mundial e os fazendeiros, bem como todos os habitantes de Iowa, experimentaram uma economia em tempo de guerra. Para os fazendeiros, a mudança foi significante. Desde o início da guerra em 1914, os fazendeiros de Iowa experimentaram prosperidade econômica. Junto com os fazendeiros em todos os lugares, eles foram incentivados a serem patriotas, aumentando sua produção. Os fazendeiros compraram mais terras e levantaram mais milho, carne bovina e suína para o esforço de guerra. Parecia que ninguém poderia perder enquanto os fazendeiros expandiam suas operações, ganhavam mais dinheiro e, ao mesmo tempo, ajudavam o esforço de guerra dos Aliados.
Depois da guerra, no entanto, os fazendeiros de Iowa logo viram os subsídios agrícolas do tempo de guerra eliminados. A partir de 1920, muitos agricultores tiveram dificuldade em pagar as dívidas contraídas durante a guerra. A década de 1920 foi uma época de dificuldades para as famílias de fazendeiros de Iowa e, para muitas famílias, essas dificuldades continuaram na década de 1930.
À medida que as dificuldades econômicas pioraram, os agricultores de Iowa buscaram encontrar soluções locais. Diante dos preços agrícolas extremamente baixos, incluindo milho a dez centavos o bushel e carne de porco a três centavos o libra, alguns fazendeiros no oeste de Iowa formaram a Farmers Holiday Association. Esse grupo, que tinha sua maior força na área ao redor de Sioux City, tentou reter os produtos agrícolas do mercado. Eles acreditavam que essa prática forçaria a alta dos preços agrícolas. A Farm Holiday Association teve apenas um sucesso limitado, pois muitos agricultores não cooperaram e a retenção na fonte pouco fez para aumentar os preços. Os agricultores experimentaram pouco alívio até 1933, quando o governo federal, como parte do New Deal de Franklin D. Roosevelt, criou um programa federal de ajuda agrícola.
Em 1933, o nativo Iowan Henry A. Wallace foi para Washington como Secretário da Agricultura e atuou como arquiteto principal para o novo programa agrícola. Wallace, ex-editor do principal jornal agrícola do Meio-Oeste, Wallace's Farmer, acreditava que a prosperidade retornaria ao setor agrícola apenas se a produção agrícola fosse reduzida. Além disso, ele acreditava que os agricultores seriam compensados monetariamente por reter a produção de terras agrícolas. Esses dois princípios foram incorporados à Lei de Ajuste Agrícola aprovada em 1933. Os fazendeiros de Iowa experimentaram alguma recuperação como resultado da legislação, mas como todos os habitantes de Iowa, eles não tiveram recuperação total até os anos 1940. O único ganhador do Prêmio Nobel da Paz em Iowa, Norman Borlaug, foi lançado em suas pesquisas em genômica de plantas com financiamento e pesquisa da Iowa State University desenvolvendo variedades de arroz no México e que emanaram do trabalho de Henry Wallace. O trabalho de Wallace e Borlaug ajudou a criar a empresa agrícola Pioneer Hi-Bred, agora uma divisão da DuPont.

## Iowa 1945 até o presente
Desde a Segunda Guerra Mundial, os habitantes de Iowa continuaram a sofrer consideráveis mudanças econômicas, políticas e sociais. Na área política, Iowans experimentou uma grande mudança na década de 1960, quando o licor pela bebida entrou em vigor. Durante o século XIX e o início do século XX, os habitantes de Iowa apoiaram fortemente a proibição, mas, em 1933, com a revogação da proibição nacional, os habitantes de Iowa estabeleceram uma comissão estadual de bebidas alcoólicas. Este grupo foi encarregado de controlar e regulamentar as vendas de bebidas alcoólicas de Iowa. De 1933 até o início dos anos 1960, os habitantes de Iowa só podiam comprar bebidas alcoólicas embaladas. Na década de 1970, os habitantes de Iowa testemunharam uma redistribuição da Assembleia Geral, alcançada somente depois de uma longa luta por uma legislatura estadual distribuída de maneira justa. Outra grande mudança política foi em relação ao voto. Em meados da década de 1950, Iowa havia desenvolvido uma estrutura bipartidária bastante competitiva, encerrando quase cem anos de domínio republicano dentro do estado.
No setor econômico, Iowa também passou por mudanças consideráveis. Começando com as primeiras indústrias agrícolas desenvolvidas na década de 1870, Iowa experimentou um aumento gradual no número de operações comerciais e de manufatura. O período desde a Segunda Guerra Mundial testemunhou um aumento particular nas operações de manufatura. Embora a agricultura continue a ser a indústria dominante no estado, os habitantes de Iowa também produzem uma ampla variedade de produtos, incluindo geladeiras, máquinas de lavar, canetas-tinteiro, implementos agrícolas e produtos alimentícios que são enviados para todo o mundo.